# Dominique Gardères
Dominique Maximien Gardères (Biarritz, 22 oktober 1856 - onbekend) was een Frans ruiter.
Gardères nam deel aan het paardensport tijdens de Olympische Zomerspelen 1900. Bij het hoogspringen eindigde hij als eerste samen met de Italiaan Gian Giorgio Trissino.

## Resultaten
- Olympische Zomerspelen 1900 in Parijs  hoogspringen
- Olympische Zomerspelen 1900 in Parijs uitgevallen verspringen